# Amata atricornuta
Amata atricornuta är en fjärilsart som beskrevs av M.Gaede 1926. Amata atricornuta ingår i släktet Amata och familjen björnspinnare. Inga underarter finns listade i Catalogue of Life.